# Tucumánamazon
Tucumánamazon (Amazona tucumana) är en fågel i familjen västpapegojor inom ordningen papegojfåglar.

## Utseende och läte
Tucumánamazonen är en 31 cm lång genomgående grön papegoja. Svarta fjäderkanter ger en fjällig effekt på huvud, nacke, övre delen av manteln och undersidan. På huvudet syns en vit ring med bar hud runt ögat och ibland rött på pannan och tygeln. Den har vidare orangegula "lår", gulaktigt på undre stjärttäckare och stjärtspets, röda handpennetäckare och blåspetsade handpennor.

## Utbredning och systematik
Fågeln förekommer i bergsskogar i sydöstra Bolivia och nordvästra Argentina. Den behandlas som monotypisk, det vill säga att den inte delas in i några underarter.

## Status och hot
Tucumánamazonen har en liten världspopulation bestående av uppskattningsvis endast 6 000–15 000 vuxna individer. Den tros också minska i antal till följd av habitatförlust och fångst för burfågelindustrin. Den är därför upptagen på internationella naturvårdsunionen IUCN:s röda lista över hotade arter, kategoriserad som sårbar (VU).

## Taxonomi och namn
Tucumánamazon beskrevs taxonomiskt som art av Jean Cabanis 1885. Tucumán är en provins tillika namnet på dess huvudstad i nordvästra Argentina.
Släktesnamnet Amazona, och därmed det svenska gruppnamnet, kommer av att Georges-Louis Leclerc de Buffon kallade olika sorters papegojor från tropiska Amerika Amazone, helt enkelt för att de kom från området kring Amazonfloden. Ursprunget till flodens namn i sin tur är omtvistat. Den mest etablerade förklaringen kommer från när kvinnliga krigare attackerade en expedition på 1500-talet i området ledd av Francisco de Orellana. Han associerade då till amasoner, i grekisk mytologi en stam av iranska kvinnokrigare i Sarmatien i Skytien. Andra menar dock att namnet kommer från ett lokalt ord, amassona, som betyder "förstörare av båtar".